# Eusebio Samwel Kyando
Eusebio Samwel Kyando (* 7. März 1964 in Njombe) ist ein tansanischer Geistlicher und römisch-katholischer Bischof von Njombe.

## Leben
Eusebio Samwel Kyando besuchte das Knabenseminar St. Kizito in Mafinga. Anschließend studierte er Philosophie und Theologie am Priesterseminar St. Augustine in Peramiho. Am 19. Juni 1996 empfing er das Sakrament der Priesterweihe für das Bistum Njombe.
Nach der Priesterweihe war er bis 1999 in zwei Gemeinden in der Pfarr- und Jugendseelsorge sowie als Religionslehrer an zwei Oberschulen tätig. Von 1999 bis 2002 studierte er an der St.-Augustinus-Universität Tansania (SAUT) und erwarb einen Abschluss in Buchhaltung und Finanzwesen. Anschließend blieb er bis 2004 als Tutorial-Assistent an der Universität, an der er auch als Ausbilder in der Buchhaltungsabteilung der Universität tätig war. Von 2005 bis 2006 studierte er an der University of Tasmania und erwarb einen Master in Buchhaltungswesen. Während dieser Zeit war er zusätzlich in der Pfarrseelsorge in Sandy Bay und im Stadtteil Taroona von Hobart sowie als Seelsorger für die afrikanischen Immigranten im Erzbistum Hobart tätig. Nach einer Zeit als Assistent und Dozent an der SAUT erwarb er einen Master of Business Administration an der Katholischen Universität vom Heiligen Herzen in Mailand. Von 2007 bis 2011 war er zertifizierter Wirtschaftsprüfer des National Board of Accountants and Auditors of Tanzania. 2011 war er Generalökonom des Bistums Njombe und von 2012 bis 2015 Beauftragter der Bischofskonferenz von Tansania bei der von der Bischofskonferenz mitverwalteten Mkombozi Commercial Bank. Von 2015 bis 2021 absolvierte er ein Doktoratsstudium in Business Administration an der Katholischen Universität von Ostafrika in Nairobi. Seit dem Tod von Bischof Alfred Leonhard Maluma im April 2021 war er ständiger Vertreter des Apostolischen Administrators des Bistums Njombe.
Am 19. Oktober 2023 ernannte ihn Papst Franziskus zum Bischof von Njombe. Der emeritierte Erzbischof von Daressalam, Polycarp Kardinal Pengo, spendete ihm am 14. Januar des folgenden Jahres auf dem Gelände der St.-Bakita-Schule in Njombe die Bischofsweihe. Mitkonsekratoren waren der Erzbischof von Songea, Damian Dalu, und der Bischof von Mbinga, John Chrisostom Ndimbo, der das Bistum Njombe seit 2021 als Apostolischer Administrator verwaltet hatte.